# Phascolosorex dorsalis
Phascolosorex dorsalis is een buidelmuis uit het geslacht Phascolosorex die voorkomt in de bergen van Nieuw-Guinea. De wetenschappelijke naam van de soort werd voor het eerst geldig gepubliceerd door Wilhelm Peters en Giacomo Doria in 1876.

## Kenmerken
De bovenkant van het lichaam is grijsbruin, de onderkant meestal rood. Deze soort heeft een smalle rugstreep. P. dorsalis is wat kleiner dan zijn nauwste verwant P. doriae. De kop-romplengte bedraagt 117 tot 167,6 mm, de staartlengte 116 tot 154 mm, de achtervoetlengte 22 tot 28,2 mm, de oorlengte 16 tot 21,4 mm en het gewicht 132 tot 145 g.

## Verspreiding
De verspreiding van deze soort is verbrokkeld. De soort is bekend van de Arfak- en Weyland-gebergten in het westen van het Indonesische deel van Nieuw-Guinea, en van de bergen van Midden- en Oost-Papoea-Nieuw-Guinea, inclusief het Huonschiereiland.

## Ondersoorten
Er worden drie ondersoorten erkend:
- Phascolosorex dorsalis dorsalis (Peters & Doria, 1876) – komt voor in het Arfakgebergte.
- Phascolosorex dorsalis brevicaudata (Rothschild & Dollman, 1932) – komt voor in het Weylandgebergte in Papoea.
- Phascolosorex dorsalis whartoni (Tate & Archbold, 1936) – komt voor in het centrale Hoogland van Nieuw-Guinea en het Huonschiereiland.

Phascolosorex doriae · Phascolosorex dorsalis